# パディ・ケニー
パトリック・ジョセフ・"パディ"・ケニー（Patrick Joseph "Paddy" Kenny, 1978年5月17日 - ）は、イングランド・ウェスト・ヨークシャー州ハリファクス出身の元アイルランド代表サッカー選手、サッカー指導者。現役時代のポジションはゴールキーパー。丸っこいルックスで自チームのサポーターに留まらない幅広い支持を受けている。

## 略歴

### クラブ
ウェスト・ヨークシャー州のブラッドフォード・パーク・アベニューAFCのユースチーム出身。1999年にランカシャー州のベリーに本拠地を持つベリーFCとプロ契約をする。ベリーでは2001－2002シーズンの途中までプレイ。2002年に当時4部であったベリーFCから当時1部のシェフィールド・ユナイテッドFCにレンタル移籍し、速やかに正ゴールキーパーの地位を獲得する。
2002-2003シーズンにはシェフィールド・ユナイテッドと正式契約。以降、同チームのサポーター「ブレイド」達のアイドルとして活躍を続けている。2005-2006シーズンにはシェフィールド・ユナイテッドのプレミアリーグ昇格を支え、フットボールリーグ・チャンピオンシップ最優秀ゴールキーパーに選ばれた。翌シーズンは残留争いに加わるクラブのゴールマウスを守り、（守備機会も非常に多い為）ファインセーブを連発している。
2014年7月3日イタリア人オーナー、マッシモ・チェッリーノが自分が一番嫌う数字の日に生まれたという理由で解雇した。
2015年1月20日、チャンピオンシップのイプスウィッチ・タウンFCに加入。2016-17シーズンよりフットボールリーグ1に昇格したノーサンプトン・タウンFCと選手兼任GKコーチとして契約したことが発表された。

### 代表
イングランド生まれではあるが、両親ともアイルランド出身であったため代表チームはアイルランド代表を選択。2002年頃から代表入りを希望していたが、代表招集は2004年と遅れた。その後、シェイ・ギヴンに次ぐ第二ゴールキーパーとして代表キャリアを積んでいたが、2006年10月7日のEURO2008予選・キプロス戦で5失点の敗戦に関わった後、ウェイン・ヘンダーソンに第二ゴールキーパーの地位を奪われた。またその直後に発覚した妻の浮気事件にショックを受けたケニーは、当分の間、代表招集を辞退したいとスティーヴ・ストーントン監督に連絡した。

## 所属クラブ
- ブラッドフォード・パーク・アヴェニューAFC 1997-1998
- ベリーFC 1998-2002

→  ウィトビー・タウンFC 1999 (loan)
→  シェフィールド・ユナイテッドFC 2002 (loan)
- シェフィールド・ユナイテッドFC 2002-2010
- クイーンズ・パーク・レンジャーズFC 2010-2012
- リーズ・ユナイテッドAFC 2012-2014
- ボルトン・ワンダラーズFC 2014-2015

→  オールダム・アスレティックAFC 2014 (loan)
- イプスウィッチ・タウンFC 2015
- ベリーFC 2015
- ロザラム・ユナイテッドFC 2016
- ノーサンプトン・タウンFC 2016-2017
- モルトビー・メインFC 2017-2018

## タイトル

### クラブ
QPR
- フットボールリーグ・チャンピオンシップ 2010-11

### 個人
- シェフィールド・ユナイテッドFC年間最優秀選手 2002-03, 2005-06
- クイーンズ・パーク・レンジャーズFC年間最優秀選手 2010-11
- フットボールリーグ・チャンピオンシップ最多得票ゴールキーパー 2010-11